# Бельский, Станислав Алексеевич
Станислав Алексеевич Бельский (род. 28 октября 1976, Днепропетровск) — украинский русскоязычный поэт и переводчик украинской поэзии на русский язык.

## Биография
Окончил механико-математический факультет Днепропетровского университета, работает программистом.
В 2008 году выпустил первую книгу стихов «Рассеянный свет», в дальнейшем в Днепропетровске (Днепре) вышли ещё шесть поэтических сборников; кроме того, в московском издательстве «АРГО-РИСК» вышла книга стихов «Птицы существуют» (2014). По мнению Кирилла Корчагина, Бельский — «один из наиболее ярких представителей русскоязычной поэзии Украины», а лаконизм и фрагментарность его стихов выдают в авторе «внимательного и чуткого наблюдателя, готового ждать достаточно долго, чтобы увидеть, как вещь сама показывает себя». Другой специалист, Александр Житенёв, видит в поэзии Бельского «переплетение скептицизма и эроса, спокойного отношения к перепадам душевных состояний и вовлечённости в чувственные авантюры».
Поэзия Бельского публиковалась в журналах «Новый мир», «©оюз Писателей», «Волга», «Воздух» и др. Отдельные стихи переведены на польский, чешский, иврит. В 2022 году книга стихов Бельского «Лучшие стихи тают в воздухе» (итал. I versi migliori si sciolgono nell’aria), написанная уже после начала полномасштабного российского вооружённого вторжения на Украину, вышла в издательстве I Quaderni del Bardo Edizioni в городе Лечче в итальянском переводе Паоло Гальваньи; в предисловии к ней Дмитрий Кузьмин отмечает:
Весь предшествующий творческий опыт поэта Бельского, искавшего человечное в бесчеловечном, понадобился теперь для того, чтобы удержать тот же ровный тон и спокойную наблюдательность перед лицом самого бесчеловечного, что бывает на свете: человеческой ненависти и вражды.
В переводе Бельского издана на русском языке книга стихов Остапа Сливинского «Орфей» (2017), публиковались стихи Сергея Жадана, Олега Коцарева, Юрия Завадского, Ирины Шуваловой, Мирослава Лаюка, Игоря Митрова и многих других современных украинских поэтов.